# 稲川淳二 恐怖の現場シリーズ
『稲川淳二 恐怖の現場シリーズ』（いながわじゅんじ きょうふのげんば）は、稲川淳二による心霊ドキュメントDVDのシリーズ。

## 概要
稲川淳二と女性アシスタント2名が日本各地の心霊スポットを訪れ、検証を行う。訪れる心霊スポットは、『恐怖の現場』では3箇所、『真相・恐怖の現場』『解明・恐怖の現場』では各々2箇所、『四国巡礼・恐怖の現場』『恐怖の現場 最終章』ではそれぞれ1箇所ずつ紹介されている。
2013年発売の「最終章」でシリーズ完結とされていたが、2016年7月5日に3年ぶりの新作「最終章Part2」が2本同時にリリースされた。シリーズの継続を予定していることを稲川本人がDVD内で明言している。

## 出演者
- 稲川淳二
- 女性アシスタント（#シリーズ一覧を参照）
- 政宗一成（ナレーション）
- 大江戸よし々（最終章Part2ナレーション）

## スタッフ
- 監督：山崎敏光
- プロデューサー：菊池笛人、並木俊治、石川びん、筒井忍
- 撮影：ふじもと光明
- 照明：谷城太郎、二瓶理沙子
- 配給：天空

## シリーズ一覧
| 作品名                                                           | 発売日         | サブタイトル                                        | 女性アシスタント       |
| ---------------------------------------------------------------- | -------------- | --------------------------------------------------- | ---------------------- |
| 稲川淳二 恐怖の現場                                              | 2003年04月25日 | 伊豆・天城旧道トンネル                              | 星ひとみ、瀧ヶ崎友香   |
| 稲川淳二 恐怖の現場                                              | 2003年04月25日 | 宮崎・青島の廃墟                                    | 星ひとみ、城麻衣子     |
| 稲川淳二 恐怖の現場                                              | 2003年04月25日 | 埼玉・秩父湖の吊り橋                                | 星ひとみ、城麻衣子     |
| 稲川淳二 恐怖の現場2                                             | 2003年07月04日 | 山梨・小淵沢・すずらん池～地獄へ誘う呪いの手～      | 星ひとみ、城麻衣子     |
| 稲川淳二 恐怖の現場2                                             | 2003年07月04日 | 福岡・旧犬鳴トンネル～狂気の殺人トンネル～          | 星ひとみ、城麻衣子     |
| 稲川淳二 恐怖の現場2                                             | 2003年07月04日 | 伊豆七島・新島～戦慄!霊の巣食う島～                 | 星ひとみ、城麻衣子     |
| 稲川淳二 真相・恐怖の現場 ～禁断の地再び～ VOL.1                 | 2006年04月28日 | 神の聖域!祟られた家                                 | 星ひとみ、栗原里奈     |
| 稲川淳二 真相・恐怖の現場 ～禁断の地再び～ VOL.1                 | 2006年04月28日 | 呪怨!呪縛トンネル                                   | 二宮歩美、瑠花         |
| 稲川淳二 真相・恐怖の現場 ～禁断の地再び～ VOL.2                 | 2006年06月23日 | 死者たちの集い                                      | 高木梓、瑠花           |
| 稲川淳二 真相・恐怖の現場 ～禁断の地再び～ VOL.2                 | 2006年06月23日 | 怨念が巣食う街                                      | 星ひとみ、栗原里奈     |
| 稲川淳二 真相・恐怖の現場 ～禁断の地再び～ VOL.3                 | 2006年07月07日 | 無数の霊魂が眠る宿                                  | 瑠花、高木梓           |
| 稲川淳二 真相・恐怖の現場 ～禁断の地再び～ VOL.3                 | 2006年07月07日 | 戦慄!あの世のペンション                             | 瑠花、二宮歩美         |
| 稲川淳二 真相・恐怖の現場 ～恐怖の検証～ VOL.4                   | 2007年05月25日 | 異界へ誘う死霊の扉                                  | 二宮歩美、島本里沙     |
| 稲川淳二 真相・恐怖の現場 ～恐怖の検証～ VOL.4                   | 2007年05月25日 | 生き霊が嘆く墓場                                    | 二宮歩美、島本里沙     |
| 稲川淳二 真相・恐怖の現場 ～恐怖の検証～ VOL.5                   | 2007年06月01日 | 狂気!殺人ドライブイン                               | 二宮歩美、島本里沙     |
| 稲川淳二 真相・恐怖の現場 ～恐怖の検証～ VOL.5                   | 2007年06月01日 | 怨念の巣窟!死者たちの集い                           | 二宮歩美、鈴木あきえ   |
| 稲川淳二 真相・恐怖の現場 ～恐怖の検証～ VOL.6                   | 2007年07月06日 | 巨大怨念ホテル                                      | 二宮歩美、島本里沙     |
| 稲川淳二 真相・恐怖の現場 ～恐怖の検証～ VOL.6                   | 2007年07月06日 | 御霊が眠る、迷宮洞窟                                | 二宮歩美、鈴木あきえ   |
| 稲川淳二 解明・恐怖の現場 ～終わらない最恐伝説～ VOL.1           | 2008年06月27日 | 怨念の聖域 奈良の廃神社                             | 二宮歩美、尾崎ナナ     |
| 稲川淳二 解明・恐怖の現場 ～終わらない最恐伝説～ VOL.1           | 2008年06月27日 | 禁忌、死霊の集い 信愛病院                           | 二宮歩美、安藤悠美     |
| 稲川淳二 解明・恐怖の現場 ～終わらない最恐伝説～ VOL.2           | 2008年07月25日 | あの世への誘い…怨霊トンネル                         | 安藤悠美、尾崎ナナ     |
| 稲川淳二 解明・恐怖の現場 ～終わらない最恐伝説～ VOL.2           | 2008年07月25日 | 蘇える生霊、I山荘                                   | 安藤悠美、二宮歩美     |
| 稲川淳二 解明・恐怖の現場 ～終わらない最恐伝説～ VOL.3           | 2008年08月02日 | 無数の霊魂、廃ラブホテル「ラブホテルリリ」          | 二宮歩美、尾崎ナナ     |
| 稲川淳二 解明・恐怖の現場 ～終わらない最恐伝説～ VOL.3           | 2008年08月02日 | 黄泉トンネル…金山ダム                               | 二宮歩美、柏木美里     |
| 稲川淳二 四国巡礼・恐怖の現場 ～本当にあった“死国”88霊場～ VOL.1 | 2010年06月25日 | 冥途への旅立ち…地獄霊場 徳島・廃ホテル              | 疋田紗也、永瀬麻帆     |
| 稲川淳二 四国巡礼・恐怖の現場 ～本当にあった“死国”88霊場～ VOL.2 | 2010年07月02日 | 生き霊たちの館…悪魔霊場 高知・廃ホテル              | 疋田紗也、宇田川ひとみ |
| 稲川淳二 四国巡礼・恐怖の現場 ～本当にあった“死国”88霊場～ VOL.3 | 2010年07月23日 | 魔物が蠢く…監獄霊場 香川・トンネル&廃墟             | 疋田紗也、二宮歩美     |
| 稲川淳二 恐怖の現場 最終章 ～禁断の地 永久に、永遠に～ VOL.1     | 2013年06月28日 | 震撼…霊魂が誘う迷宮霊界                             | 二宮歩美、奥山奈々     |
| 稲川淳二 恐怖の現場 最終章 ～禁断の地 永久に、永遠に～ VOL.2     | 2013年06月28日 | 戦慄…死霊たちが集う魔のランドマーク                 | 疋田紗也、奥山奈々     |
| 稲川淳二 恐怖の現場 最終章Part2 ～終わりの始まり～ VOL.1         | 2016年07月05日 | 悪魔の御嶽、呪われた廃喫茶「いずみ」/沖縄県・宮古島 | 二宮歩美、奥山奈々     |
| 稲川淳二 恐怖の現場 最終章Part2 ～終わりの始まり～ VOL.2         | 2016年07月05日 | 古墳に棲みつく無数の霊魂/佐賀県・某所               | 疋田紗也、奥山奈々     |